# T Північної Корони
T Північної Корони (T CrB) — повторювана нова зоря в сузір'ї Північної Корони. Відкрита під час спалаху в 1866 році Джоном Бірмінгемом, хоча її спостерігали й раніше як зорю 10-ї зоряної величини.

## Опис

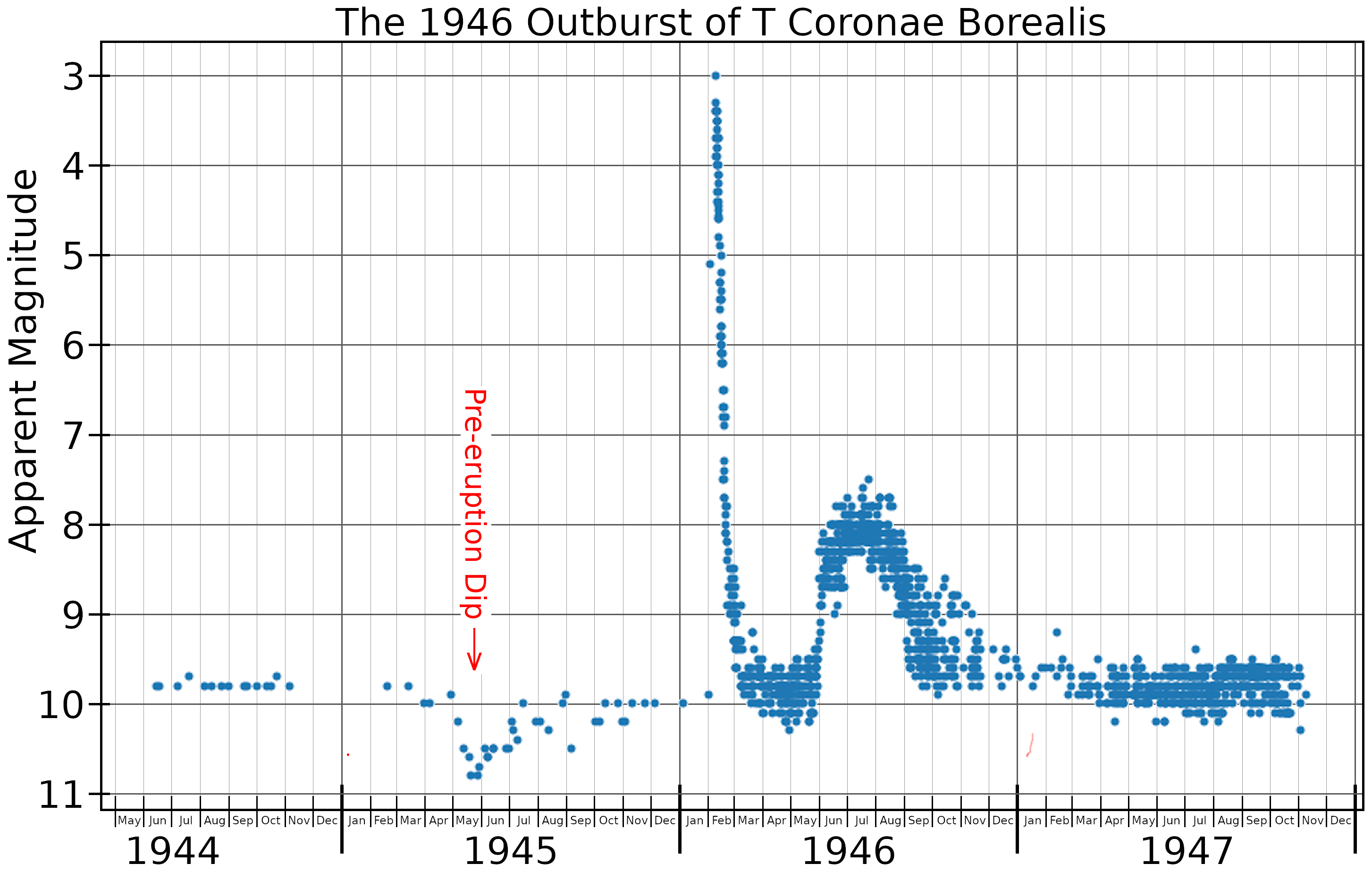
Крива блиску Т Північної Корони протягом часу, пов'язаного зі спалахом 1946 року, на основі даних AAVSO.

T Північної Корони у звичайних умовах має зоряну величину близько 10, що близько до межі розрізнення типових біноклів. Було помічено два спалахи зорі: 12 травня 1866 року вона досягла магнітуди 2,0 (у статті, яка вийшла пізніше, зазначається, що на піку яскравості зоряна величина перебувала в діапазоні 2,5 ± 0,5), а 9 лютого 1946 року — магнітуди 3,0. Отже, навіть за пікової зоряної величини 2,5 ця повторювана нова залишалася тьмянішою приблизно за 120 зір на нічному небі. Його іноді називають «Полум'яна зоря» (Blaze Star).
T Північної Корони є подвійною системою, яка складається з червоного гіганта і білого карлика. Речовина з червоного гіганта перетікає на білий карлик, через що той оточений акреційним диском і весь перебуває в щільній газовій хмарі. Коли система перебуває в стані спокою, червоний гігант домінує у видимому світлі, і система виглядає як гігант спектрального класу M3. Гарячий компонент робить певний внесок в емісію та домінує в ультрафіолетовому діапазоні. Під час спалахів передавання речовини гарячому компоненту значно посилюється, гарячий компонент розширюється, а світність системи збільшується.

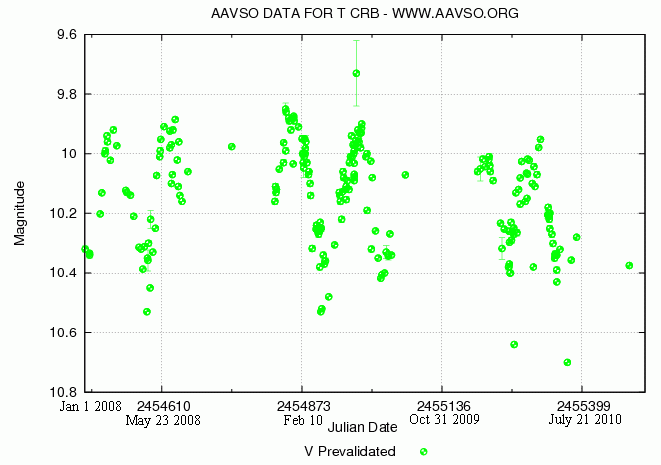
Крива блиску AAVSO повторюваної нової T Північної Корони з 1 січня 2008 р. по 17 листопада 2010 р., яка демонструє пульсації основного червоного гіганта. Верхня частина графіка відповідає більшій яскравості, нижня — меншій. Номери днів за юліанським календарем.

Компоненти системи роблять один оберт один навколо одного за 228 днів. Орбіта майже кругла і нахилена під кутом 67°. Радіус орбіти головної компоненти навколо центру мас складає 0,54 а. о. Дослідження радіальної швидкості свідчать, що червоний гігант має масу 1,37 ± 0,13 маси Сонця, а білий карлик — 1,12 ± 0,23 маси Сонця.

## Спалах 1946 року
Задокументовані спалахи зорі відбулися в 1787, 1946 і 1866 і роках; ймовірно, ще більш ранній спалах стався в 1217 році.
Павло Паренаго і Борис Кукаркін звернули увагу на Нову Північної Корони 1866 року. Її амплітуда блиску перебувала десь між великими амплітудами звичайних нових і невеликими амплітудами повторних. За їхніми розрахунками, вона повинна була повторити спалах між 1926 і 1966 роками.
9 лютого 1946 року о 5:00 за хабаровським часом (8 лютого о 19:00 за UTC) любитель астрономії, колійний обхідник Олексій Каменчук, спостерігаючи зоряне небо на роз'їзді Пера Амурської залізниці (ст. Шимановська, нині при місті Шимановськ) виявив у сузір'ї Північної Корони зорю із зоряною величиною 1,7m, якої раніше в цьому місці не було. Такою яскравою в цьому невеликому сузір'ї була лише його найяскравіша зоря — Гемма). Каменчук написав про це листом астроному Олександру Михайлову, додавши карту ділянки зоряного неба із зображенням зорі і припустивши, вона ідентична Новій 1866 року. 9 лютого (за UTC) про спалах цієї нової повідомив професійний астроном Спенсер Джонс.
Передбачення спалаху нової в Північній Короні сильно зміцнило гіпотезу Паренаго і Кукаркіна про повторність спалахів звичайних нових. Астрономи чекають на повторні спалахи інших нових зір, які спостерігалися в XVII—XIX ст.
Цей приклад вкрай вдалого наукового прогнозу не такий простий, як здається з першого погляду і як його багато років представляли в підручниках і в науково-популярній літературі. Дійсно, прогноз ґрунтується на властивостях змінних зір іншого типу, з іншою природою та енергетикою спалахів (про що не було відомо Кукаркіну й Паренаго). Крім того, T Північної Корони — не зовсім типовий представник повторних нових: у ній постачальником речовини, що акреціюється на білий карлик, є гігант, а не субгігант, а отже, внесок цього компонента в сумарний блиск системи є більшим, а амплітуда, як наслідок, менша.

## Активність системи з 2016 року
20 квітня 2016 року на вебсайті журналу Sky & Telescope з'явилося повідомлення про стійке зростання яскравості системи: з лютого 2015 року вона збільшила свою яскравість з 10,5 до приблизно 9,2 зоряної величини. Подібна подія була зареєстрована в 1938 році, незадовго до спалаху 1946 року. До червня 2018 року зоря трохи потьмяніла, але все ще залишалася на надзвичайно високому рівні активності. У березні або квітні 2023 року яскравість зменшилася до 12,3. Подібне затемнення відбулося за рік до спалаху 1945 року, що вказує на те, що T Північної Корони, ймовірно, вибухне в першій половині 2024 року. Наразі заплановано подальші спостереження.
5 липня 2024 року британська газета «Індепендент» повідомляла, що на нічному небі Землі незабаром з'явиться світло від вибуху зорі T Північної Корони. Вчені стверджують, що вона з'явиться як надзвичайно яскрава зоря, яку можна буде бачити неозброєним оком упродовж наступних кількох днів або тижнів. Науковці пояснюють, що яскраве світло є наслідком періодичного термоядерного вибуху, який відбувається в подвійній зоряній системі. Явище можна буде спостерігати близько тижня в районі сузір'я Геркулеса, а найкраще спалах можна знайти завдяки спеціальному астрономічному застосунку на смартфоні або планшеті.
11 лютого 2025 року група астрономів з Обсерваторії Карла Шварцшильда (Німеччина) повідомила про різкі зміни у спектрі зорі, які вказують на стрімке посилення акреції. 

## Таблиця історичних спостережень
| Дата               | Рік    | Інтервал між спалахами | Спостереження        |
| ------------------ | ------ | ---------------------- | -------------------- |
|                    | 1217   | 81,5                   | Бурхард з Урсберга   |
|                    | ≈ 1299 | 81,5                   |                      |
|                    | ≈ 1380 | 81,5                   |                      |
|                    | ≈ 1462 | 81,5                   |                      |
|                    | ≈ 1543 | 81,5                   |                      |
|                    | ≈ 1625 | 81,5                   |                      |
|                    | ≈ 1706 | 81,5                   |                      |
| Прибл. 20 грудня   | 1787   | 78,4                   | Френсіс Волластон    |
| 12 травня          | 1866   | 79,8                   | Джон Бірмінгем       |
| 9 лютого 1946 року | 1946   | 78,3                   | Кілька спостерігачів |
| Середина року      | 2024   |                        | Передбачення         |